# Arthonnet
Der Arthonnet ist ein kleiner Fluss in Frankreich, der im Département Haute-Vienne in der Region Nouvelle-Aquitaine verläuft. Er entspringt im Regionalen Naturpark Périgord-Limousin unter dem Namen Ruisseau d’Aurin beim Weiler Bos Redon, im Gemeindegebiet von Bussière-Galant, entwässert generell Richtung Nordnordost über die Hochfläche Plateau du Limousin und mündet nach rund 19 Kilometern im Gemeindegebiet von Saint-Martin-le-Vieux als linker Nebenfluss in die Aixette.

## Orte am Fluss
(Reihenfolge in Fließrichtung)
- Bos Redon, Gemeinde Bussière-Galant
- Aurin, Gemeinde Bussière-Galant
- Les Cars
- Lambaudie, Gemeinde Flavignac
- La Borde, Gemeinde Flavignac
- Texon, Gemeinde Flavignac
- Arthout, Gemeinde Saint-Martin-le-Vieux
- Pont Péry, Gemeinde Saint-Martin-le-Vieux

## Sehenswürdigkeiten
- Pont des Graules (manchmal auch Grolles geschrieben), alte Steinbrücke über den Fluss in der Gemeinde Flavignac – Monument historique[4]
- Église Saint-Pierre-ès-Liens de Texon, Kirche aus dem 15. Jahrhundert bei Texon, Gemeinde Flavignac – Monument historique[5]

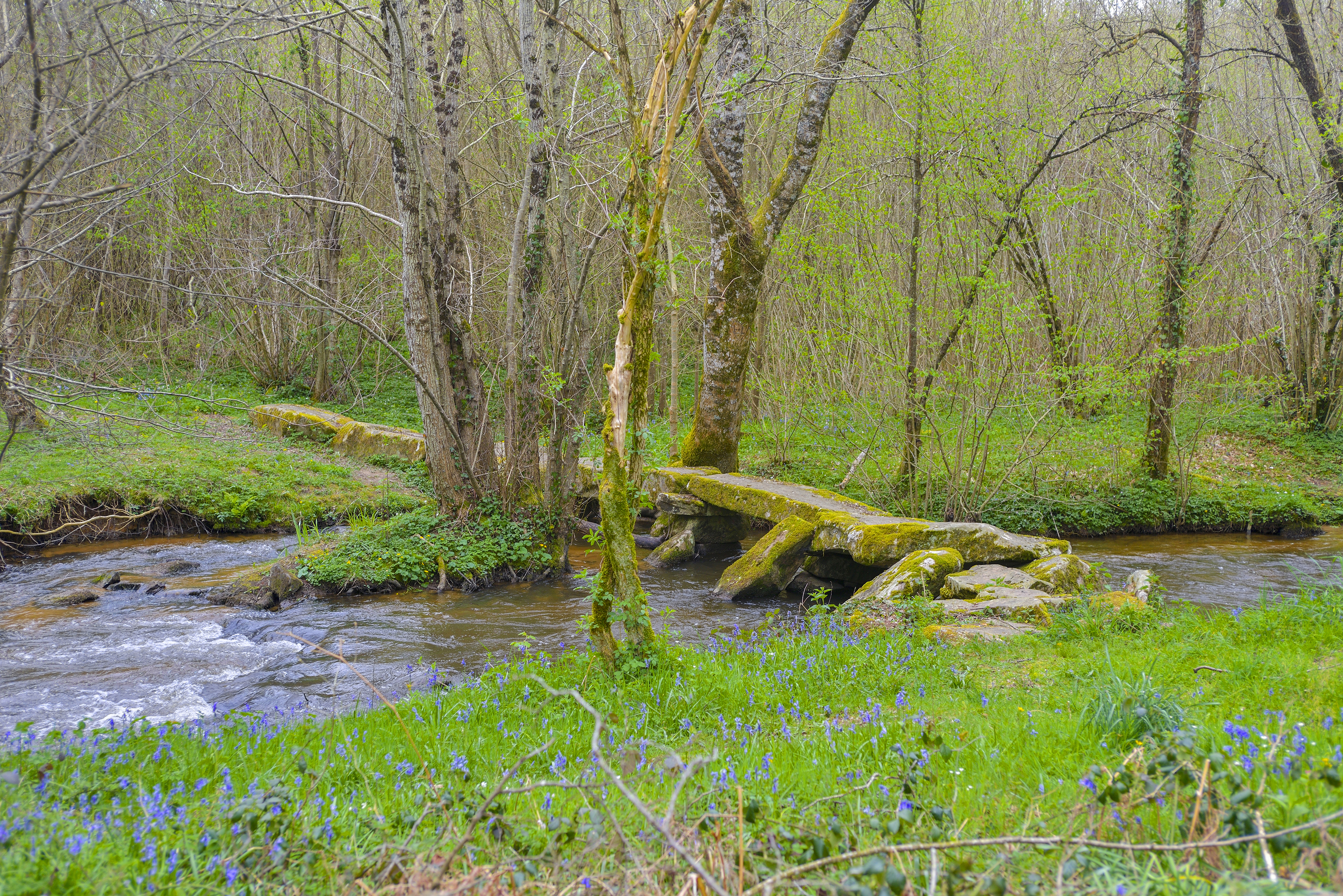
Pont des Grolles
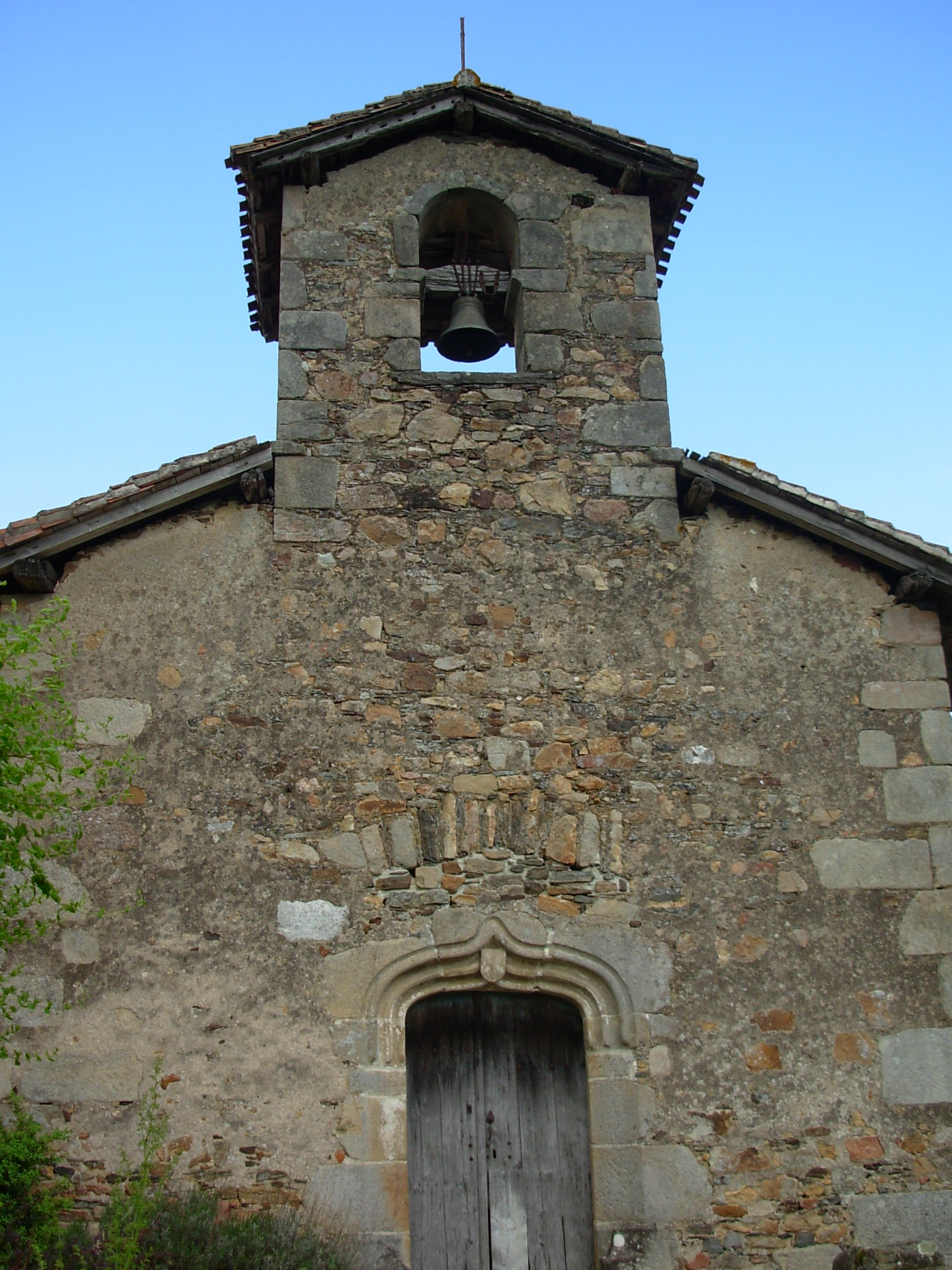
Kirche Saint-Pierre